# 묘법연화경 (보물 제1306-1호)
묘법연화경(妙法蓮華經)은 대한민국 경상북도 김천시 대항면 운수리, 직지사 성보박물관에 있는 조선시대의 불경이다. 1999년 12월 30일 경상북도의 유형문화재 제311호로 지정되었다가, 2001년 1월 2일 대한민국의 보물 제1306호로 승격 지정되었고, 2019년 3월 6일 제1306-1호로 문화재 지정번호가 변경되었다.

## 개요
이 사경은 대승불교의 대표적인 경전으로서 양촌(陽村) 권근(權近)의 발문(跋文)에 의하면, 조계종의 대선(大選), 신희(信希) 등이 기로(耆老)들을 위해 보기에 편리하도록 중자(中字)로 간행하기를 원했는데 성달(成達生)·성개(成槪) 형제가 상중(喪中)에 이를 듣고 선군(先君)의 추복(追福)을 위해 필사(筆寫)한 것을 도인(道人) 신문(信文)이 전라도(全羅道) 운제현(雲梯縣) 도솔산(兜率山) 안심사(安心社)에 갖고 가서 조선 태종 5년(1405)에 간행(刊行)한 것이다.
권수(卷首) 앞에는 정씨(鄭氏)라는 사람의 시주로 고려(高麗) 우왕(禑王)의 극락왕생을 위해 변상을 그리고 목판에 새겨 유통시킨다는 글이 담긴 변상도가 있다. 이어 송(宋)의 급남(及南) 화상(和尙)이 쓴 묘법연화경 요해서(妙法蓮華經要解書)가 나오며 본문(本文)에는 묵서(墨書)로 쓴 구결(口訣)과 두주(頭註)가 있다.
권말에는 권근(權近)의 발문(跋文)에 이어 토산군(兎山郡) 부인(夫人) 김씨(金氏), 전사헌시사 송결(前司憲侍史 宋潔)의 처(妻) 영인(令人) 원씨(元氏) 등의 시주자(施主者) 명단이 있다. 후쇄본(後刷本)으로 상태가 비교적 양호(良好)하고 서발(序跋)·변상도(變相圖), 지기(識記)가 완전하여 묘법연화경 간행 사실을 알 수 있는 중요한 자료이다.

## 같이 보기
- 묘법연화경

## 참고 자료
- 묘법연화경 - 국가유산청 국가유산포털